# Leguán bledý
Leguán bledý (Conolophus pallidus) je vejcorodý ještěr z čeledi leguánovití. Vyskytuje se pouze na ostrově Santa Fe (též známý jako Barrington) v Galapážském souostroví. Dorůstá do délky 1 metru. Leguán bledý je ohrožený druh, vyskytující se pouze na malém ostrově.

## Popis
Tělo leguána bledého je žluté až hnědě. Na krku mu visí plandavá kůže a hřbet má pokrytý výraznými trny. Je to studenokrevný plaz, a proto se po mnoho hodin vyhřívá na slunci, a se soumrakem zalézá do podzemní nory, aby uchoval teplo. Mladí leguáni se živí převážně hmyzem a červy, ale v dospělosti je tento leguán přísný býložravec, živící se různým ovocem a převážně kaktusy, které polyká i s trny. Během suchých měsíců jsou to právě kaktusy, které poskytují dostatek vláhy.
V období rozmnožování se samec páří až se sedmi samicemi. Samičky kladou snůšku do svých nor, a v každé jedné z nich se může nacházet až 55 vajec. Za 3 až 4 měsíce se vylíhnou mláďata, která jsou velmi zranitelná. Velmi často jsou totiž pozřeni predátory, jakými jsou jestřáby, volavky, sovy ale i některé druhy hlodavců, a proto přežívá jen asi 10 % mláďat. Leguán bledý se může dožit až 50 let.

### Ohrožení
V současné době (k roku 2017) může být populace leguánů bledých asi nejvíce ohrožena invazivními druhy živočichů, především pak divokými psi nebo hlodavci.
Galapágy jsou chráněné a veškerá fauna spadá pod přísný dohled. Leguán bledý je ohrožený druh, proto je často monitorován, aby mohli ochránci v případě nutnosti zasáhnout a provést nezbytná opatření. V červeném senzamu ohrožených druhů (IUCN) je prozatím uváděn jako zranitelný.